# Giuseppe Catenacci
Giuseppe Catenacci (Rionero in Vulture, 4 ottobre 1893 – Rionero in Vulture, 8 febbraio 1975) è stato un saggista, giornalista e politico italiano.

## Biografia
Di modesta famiglia d'artigiani (suo padre era fabbro ferrario), si spostò a Salerno per frequentare gli studi liceali e poi a Napoli per iscriversi all'università. Dovette interrompere gli studi per combattere durante la prima guerra mondiale. Di ritorno dalla guerra (in cui perì suo fratello maggiore Michele), riprese gli studi e conseguì la laurea in ingegneria civile ma, maturando la passione per gli studi storici, intraprese una carriera ben diversa dalla sua formazione. Fu allievo di Giustino Fortunato, conosciuto durante la permanenza a Napoli, che lo illuminò sugli studi riguardo alla questione meridionale e che fece, inoltre, da testimone per il suo matrimonio con Maria Rubino.
Fu autore di numerose opere storiche e saggistiche che hanno come protagonista la sua Basilicata, nonché di poesie. Di idee antifasciste, capeggiò una lista di Rionero durante le elezioni amministrative del 1923 contro il governo di Mussolini, cosa che gli fruttò un arresto pochi giorni prima delle votazioni e venne liberato poco tempo dopo le elezioni. Collaborò con Giovanni Semeria e Giovanni Minozzi nella realizzazione degli istituti per l'infanzia e per gli orfani di guerra
Nel 1944, venne nominato Consultore Nazionale dal C.L.N. e, in seguito, esercitò la carica di deputato provinciale, consigliere comunale e provinciale. Nel 1958, aderì al Movimento Comunità di Adriano Olivetti. Come giornalista (iscritto all'Albo nazionale con tessera nº 4978, della sezione di Bari), collaborò con testate come Il Mattino, Il Tempo, Roma, Il Giornale d'Italia e direttore di giornali locali come Cronache nuove del Sud e La sveglia lucana. Gli ultimi anni della sua vita furono amari, sentendosi incompreso dai suoi concittadini e persino dileggiato, come, ad esempio, gli venne recapitata una lettera piena di rancori e infamie il 27 dicembre 1974. Catenacci si spense nella natia Rionero l'anno seguente.

## Opere parziali
- Idee sul problema del mezzogiorno (1955)
- Michele Granata e il Cardinale Ruffo nella Repubblica partenopea (1963)
- L'avvocato in paradiso (1967)
- La questione meridionale dai tempi di Roma ad oggi (1969)